# John Crowley (empresario)
John Francis Crowley (Englewood (Nueva Jersey), 7 de abril de 1967) es un empresario ejecutivo de biotecnología estadounidense. Se le conoce por fundar algunas compañías biotecnológicas entregadas a curar enfermedades genéticas. Tras ser diagnosticados sus dos hijos menores con Glucogenosis tipo II también llamada Enfermedad de Pompe, Crowley llegó a ser el consejero delegado de Novazyme, en búsqueda de un nuevo tratamiento experimental de la enfermedad.

## Película
Harrison Ford y Brendan Fraser protagonizaron una película que narra su experiencia real en la lucha por encontrar un tratamiento para sus hijos, titulada Medidas extraordinarias.

## Labor filantrópica
John y su esposa Aileen Crowley han creado una web donde los interesados en la familia Crowley o en la enfermedad de Pompe pueden estar al tanto de sus acciones.